# Großer Ostasien-Abendsegler
Der Große Ostasien-Abendsegler (Nyctalus aviator) ist eine Fledermausart aus der Gattung der Abendsegler innerhalb der Glattnasen (Vespertilionidae). Sie ist über Teile der Volksrepublik China, Japan, Korea und vermutlich auch Russland verbreitet.

## Merkmale
Der Große Ostasien-Abendsegler ist eine große Fledermausart mit einer Kopf-Rumpf-Länge von 8,0 bis 10,6 Zentimetern mit einem Schwanz von 4,5 bis 6,2 Zentimetern Länge. Der Unterarm erreicht eine Länge von 5,8 bis 6,4 Zentimetern, der Hinterfuß ist 1,2 bis 1,7 Zentimeter lang und das Ohr 1,6 bis 2,3 Zentimeter. Das Fell ist dicht und gelb-braun gefärbt.
Die Flughaut der Tiere reicht bis zur Ferse uns ist dort befestigt, der Calcar ist gekielt und der Schwanz reicht leicht aus der Schwanzflughaut hinaus. Der Daumen ist kurz mit einer ausgeprägten, langen Kralle. Von den Fingern ist der fünfte Finger der kürzeste und der dritte der längste.
Der Schädel ist breit und kräftig, die Schnauze ist breit mit Drüsen zwischen den Augen und den Nasenlöchern. Der Tragus im Ohr ist kurz und stumpf, der Antitragus lang und flach. Charakteristische Artmerkmale betreffen vor allem die Zähne, so ist der obere innere Schneidezahn länger als der äußere. Insgesamt sind die Zähne groß mit flachen Kronen.

## Verbreitung

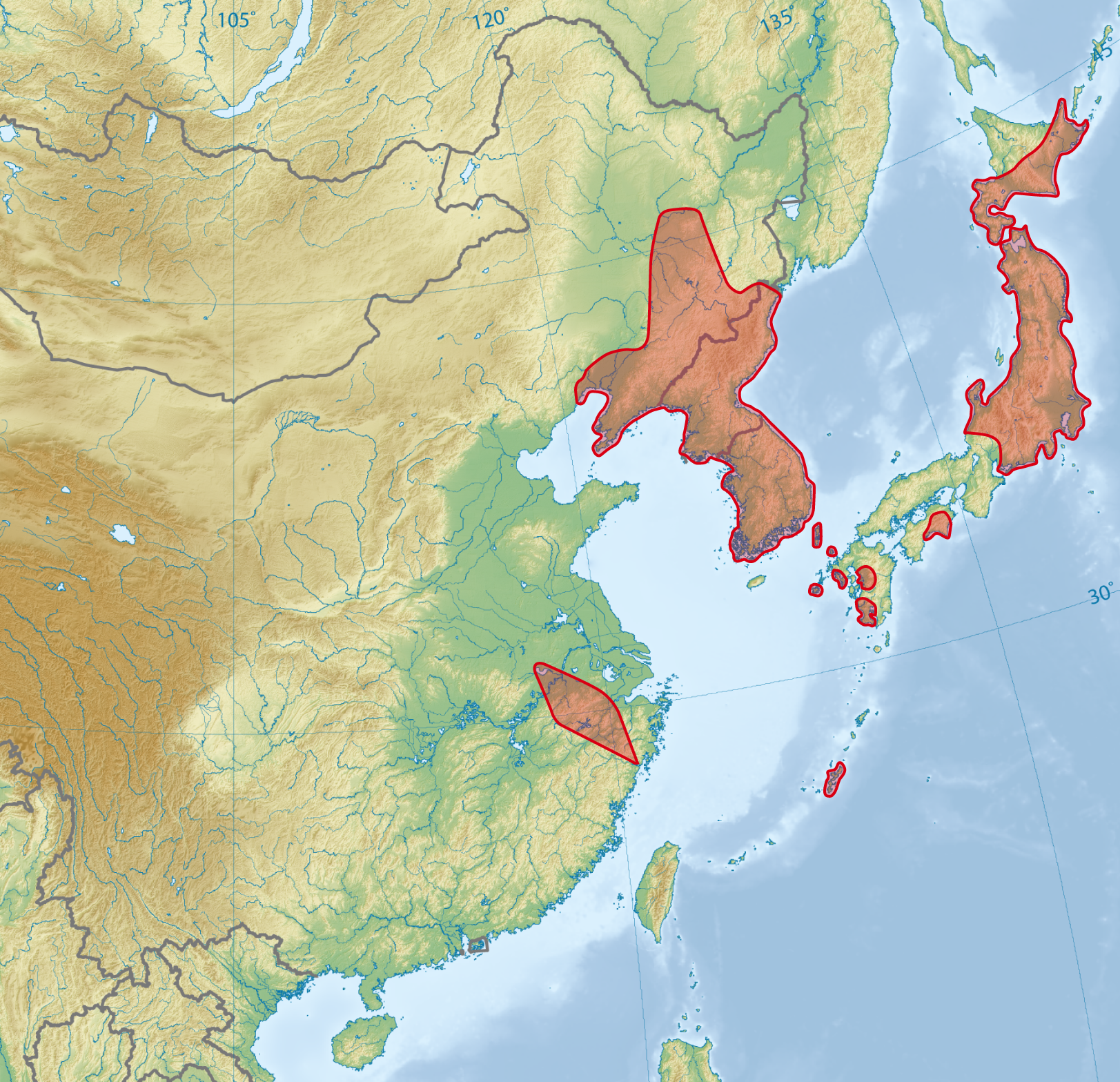
Verbreitungsgebiete des Großen Ostasien-Abendseglers

Das paläarktische Verbreitungsgebiet des Großen Ostasien-Abendseglers umfasst Teile der östlichen Volksrepublik China, Japan, Korea und vermutlich auch Russland.
In China lebt die Art in den Provinzen Heilongjiang, Jilin, Henan, Zhejiang und Anhui. In Japan ist sie auf den Inseln Hokkaidō, Honshū, Shikoku, Kyushu, Iki, Fukue, Okinawa und Tsushima heimisch. Im östlichen Russland sind einzelne Sichtungen und Echolokationen dokumentiert, über eine potenzielle Verbreitung liegen keine Daten vor.

## Lebensweise
Der Große Ostasien-Abendsegler lebt in bewaldeten Gebieten und sucht ihre Rastplätze in Baumhöhlen und im Laub der Bäume. Die Art ist nachtaktiv und ernährt sich vor allem von Insekten. Wie beim Riesenabendsegler (Nyctalus lasiopterus) und der Ia io konnte jedoch auch für den Großen Ostasien-Abendsegler in Japan nachgewiesen werden, dass sie regelmäßig Vögel erbeutet und sich von diesen ernährt. So konnte Überreste von Vögeln, vor allem Federn und Knochen von Singvögeln, in Kotproben im Frühjahr, Herbst und Winter an verschiedenen Stellen Japans entdeckt werden.

## Systematik
Der Große Ostasien-Abendsegler ist eine der derzeit acht Arten innerhalb der Abendsegler (Nyctalus), von der in seinem Verbreitungsgebiet zudem der Große Abendsegler (Nyctalus noctula ) sowie der Chinesische Abendsegler (Nyctalus plancyi) vorkommen. Ursprünglich wurde der Große Ostasien-Abendsegler als Unterart des Riesenabendseglers (Nyctalus lasiopterus) betrachtet.
Entsprechend einer Untersuchung von Salgueiro et al. 2007 stellt dabei der Chinesische Abendsegler die basalste Art und damit die Schwesterart der restlichen Abendsegler-Arten dar. Die restlichen Arten teilen sich auf zwei Gruppen auf, von denen eine aus dem Großen Abendsegler (Nyctalus noctula), dem Riesenabendsegler (Nyctalus lasiopterus) und dem Großen Ostasien-Abendsegler und die andere aus dem Kleinen Abendsegler (Nyctalus leisleri) und dem auf den Azoren endemischen Azoren-Abendsegler (Nyctalus azoreum ) gebildet wird. Der Berg-Abendsegler (Nyctalus montanus), der früher ebenfalls als Unterart des Kleinen Abendseglers betrachtet wurde, und Nyctalus furvus wurden bei dieser Untersuchung nicht betrachtet.

## Gefährdung und Schutz
Die Art wird von der IUCN als Art der Vorwarnliste (near threatened) gelistet. Als Begründung wird angegeben, dass die bereits natürlich eher seltene Art vor allem von Wäldern abhängt und entsprechend vor allem durch Entwaldung und dem damit verbundenen Lebensraumverlust gefährdet ist. Da die Art große Wochenstuben bildet, sind diese besonders gefährdet.
Auch in der Roten Liste gefährdeter Arten in China wird die Art als Art der Vorwarnliste gelistet, wobei sie nahe an den Kriterien für gefährdete Arten ist.

## Belege
1. 1 2 3 4 5  Don E. Wilson: Birdlike Noctule. In: Andrew T. Smith, Yan Xie: A Guide to the Mammals of China. Princeton University Press, 2008; S. 361. ISBN 978-0-691-09984-2.
2. 1 2 3 4 5  Nyctalus aviator in der Roten Liste gefährdeter Arten der IUCN 2012.1. Eingestellt von: K. Tsytsulina, 2008. Abgerufen am 19. September 2012.
3. ↑  Dai Fukui, Hiroshi Dewa, Setsuko Katsuta, Akiyoshi Sato: Bird predation by the birdlike noctule in Japan. Journal of Mammalogy 94(3), 2013; S. 657–661. doi:10.1644/12-MAMM-A-172.1
4. 1 2 3  P. Salgueiro, M. Ruedi, M. M. Coelho, J. M. Palmeirim: Genetic divergence and phylogeography in the genus Nyctalus (Mammalia, Chiroptera): implications for population history of the insular bat Nyctalus azoreum. Genetica 130 (2), 2007: S. 169–181.